# Semolale
Semolale è un villaggio del Botswana situato nel distretto Centrale, sottodistretto di Bobonong. Il villaggio, secondo il censimento del 2011, conta 1.288 abitanti.

## Località
Nel territorio del villaggio sono presenti le seguenti 24 località:
- Boswelabatho,
- Botswere di 33 abitanti,
- Dodong di 6 abitanti,
- Madikana di 13 abitanti,
- Madiope di 47 abitanti,
- Makhurane di 13 abitanti,
- Manyonya di 24 abitanti,
- Mmabasarwa di 10 abitanti,
- Mmadidau/Gwelamogapi di 18 abitanti,
- Mmadiphiri di 4 abitanti,
- Mmaditlhapi di 14 abitanti,
- Mmajale di 17 abitanti,
- Mmakwena di 4 abitanti,
- Perepere/Mokgadiangwako di 17 abitanti,
- Sephephe di 4 abitanti,
- Sethoba di 3 abitanti,
- Setombo di 19 abitanti,
- SSG Camp,
- Tauemetsaleebana di 23 abitanti,
- Thebele/Gobalemakabe di 6 abitanti,
- Tuli Circle Veterenary Camp di 18 abitanti,
- Vet Piget 14,
- Vet Piget 15,
- Vet Piget 16